# Букейханов, Алихан Нурмухамедович
Алиха́н Нурмухаме́дович Букейха́нов или Бокейханов (каз. Әлихан Нұрмұхамедұлы Бөкейхан / Älihan Nūrmūhamedūly Bökeihan, ٴالىيحان نۇرمۇحامەدۇلى بوكەيحان, МФА: [æləj'χɑn no̙r'mo̙hɑmmjed'o̙ɫə bøkej'χɑn]; 5 марта 1866, Токраунская волость, Каркаралинский уезд, Семипалатинская область, Российская империя — 27 сентября 1937, Бутырская тюрьма, Москва, СССР) — казахский государственный, политический и общественный деятель, преподаватель, журналист и этнограф. Основатель и один из лидеров партии «Алаш». Председатель правительства Алашской автономии (казахского национал-территориального образования) с 1917 по 1920 годы, в современной казахской историографии рассматривается как первый премьер-министр Казахстана.
С 1906 член ЦК Партии Народной Свободы (конституционных демократов). Депутат Государственной думы Российской империи 1-го созыва, подписал «Выборгское воззвание».
Комиссар Временного правительства (с губернаторскими полномочиями) по Казахстану в 1917 году.

## Биография
Принадлежал к потомкам казахских «чингизидов» торе.
Его мать — Бегим-ханым, была потомком Мамай батыра, а отец Нурмухамед — казахского хана Бокея (Букея)
В возрасте 24 лет обратился с просьбой к руководству Омского технического училища сменить фамилию с Нурмухамедов на Букейханов.
Окончил Омское техническое училище, затем в 1894 году экономический факультет Петербургского лесного института. Занимался статистикой. Сотрудничал с газетой «Семипалатинские областные ведомости». В 1904 году Букейханов участвовал в экспедиции Ф. А. Щербины по подготовке массового переселения крестьян из Центральной России в Степной край.
Относил себя к «западническому направлению» общественного движения казахской интеллигенции, которая «видит будущее киргизской степи в сознательном претворении западной культуры — в самом широком смысле этого слова» и «возьмёт за образец… в частности, Партию Народной Свободы».
В то же время он активно боролся против русской колонизации Казахской степи, в прессе критиковал мулл и татарских купцов.
Алихан Букейханов стал первым биографом Абая. Его статья «Абай (Ибрагим) Кунанбаев» — некролог казахского народного поэта в связи с характеристикой его творчества была напечатана в газете «Семипалатинский листок» в 1905 году. Затем с портретом Абая она печаталась в журнале «Записки Семипалатинского подотдела Западно-Сибирского отдела Императорского Русского географического общества» в 1907 году

## Политическая деятельность

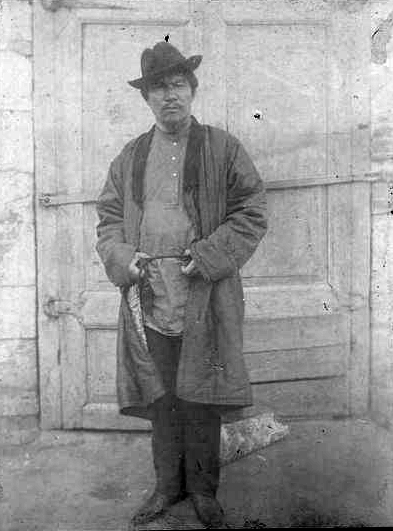
Букейханов в Павлодарской тюрьме, 1908

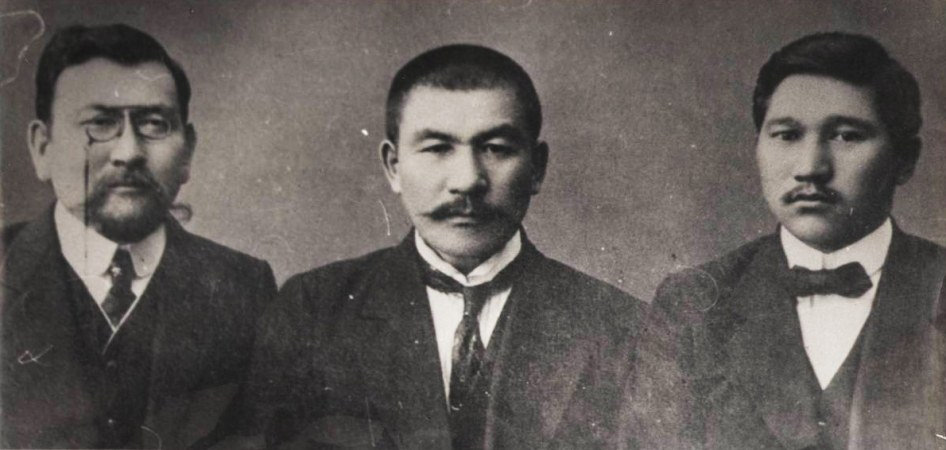
Ахмет Байтурсынулы, Алихан Бокейхан и Миржакып Дулатулы в Оренбурге, 1913 год.

Участвовал в Общероссийском съезде земских и городских деятелей, прошедшем в Москве 6-13 ноября 1905 года. Выступил на вечернем заседании 12 ноября по вопросу о применении начал автономии на окраинах империи. А. Букейханов начал своё выступление со слов: 
«Я являюсь представителем 4-х миллионного киргизского народа, занимающегося огромную территорию от Урала до Алтая — от линии сибирской железной дороги до Омска». 
Он говорил о преследовании «школ с киргизским языком», о давлении цензуры, которая не позволяет выпустить даже перевод 46 басен Крылова, об отказе почты принять пакет с петицией о свободе употребления родного языка. 12-14 ноября 1905 года принял участие в совещании, последовавшем после организационного съезда кадетской партии, представлял на нём Омскую губернию. Член партии кадетов с 1905 г. по 1917 г.
В конце 1905 года в Уральске на съезде делегатов 5 областей был одним из инициаторов попытки создания (Киргизской) конституционно-демократической партии.
5-6 января 1906 года А. Букейханов был арестован «как руководитель киргизского политического движения». Находился 3 месяца в Павлодарской тюрьме (затем 2 недели в Омской тюрьме).
Редактировал газеты «Омич», «Иртыш», «Голос степи».
В мае 1906 года по распоряжению гражданина исправляющего должность генерал-губернатора генерал-лейтенанта Романова освобождён из Омской тюрьмы.
5 июня 1906 года прибыл в Семипалатинск, где был горячо встречен.
Были высказаны пожелания семипалатинских киргизов (казахов) выбрать его в члены Государственной думы, так как он был единственным человеком, который умело и твёрдо стоял за интересы киргизского (казахского) народа.
Член ЦК кадетской партии с 1906 года по 1917 г.
Член 1-й Государственной Думы от Семипалатинской области.

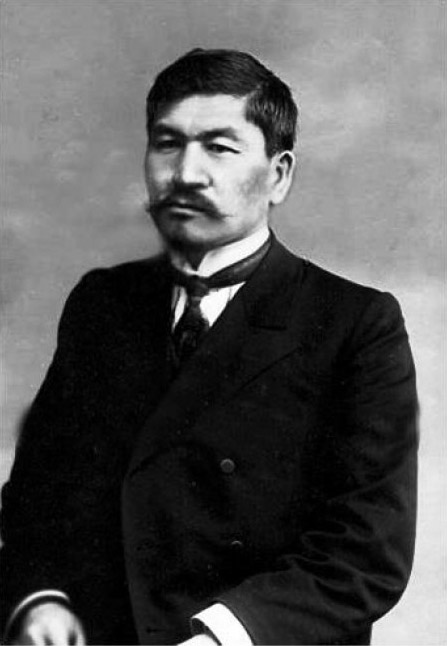
Алихан Бокейхан в Санкт-Петербурге. Июль 1906 года. Фотоателье Карла Буллы.

Добравшись до Петербурга на следующий день после роспуска Думы, он, тем не менее, подписал Выборгское воззвание (9 июля 1906), призывавшее к гражданскому неповиновению, причем подписал его прямо в типографии. За подписание воззвания в конце 1907 года приговорён вместе с другими подписантами к 3 месяцам тюрьмы, отбыл заключение в Семипалатинске и получил пожизненный запрет на участие в любых выборах Государственной думы и других государственных органов.
В 1908 году арестован вновь, освобождён из Павлодарской тюрьмы. До 1917 года (9 лет) пребывал в «добровольно-договорной» ссылке в Самаре, работая главным банковским агентом Донского земельного банка, занимался оценкой имений, земельной ипотекой.
Работал в Уфимском губернском комитете Партии Народной Свободы. Не позднее 1912 года кооптирован в члены Самарского губернского комитета той же партии.
Был членом ВВНР, состоял в ложе «Чермака» (Петроград).

## С 1917 года

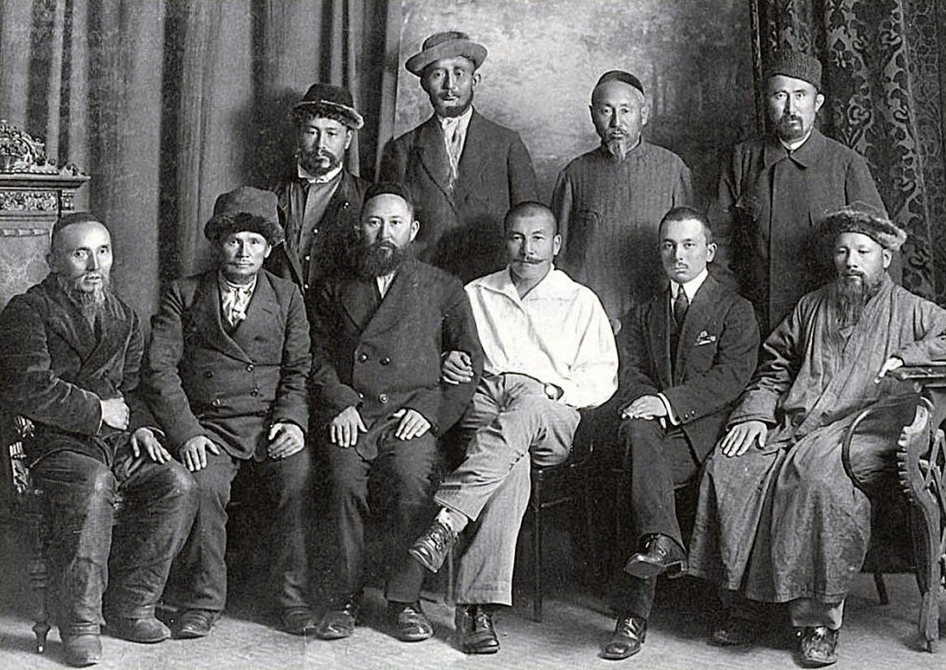
Слева направо: Жакабай Атыкеулы, Жубандык Болганбайулы, Турагул Абайулы, Алихан Бокейхан, Райымжан Марсекулы, неизвестный; стоят: неизвестный, Мукан Жакежанулы, Кокпай Жанатайулы, неизвестный. Семей (в то время столица Алаш–Орды), 1918 год

В 1917 году после февраля комиссар Временного правительства в Тургайской области.
Но его пути с кадетами разошлись после Февральской революции, поскольку он перестал находить поддержку среди них в самом главном вопросе — предоставление автономии казахскому народу, а также по другим принципиальным вопросам (землепользование и взаимоотношение государства и церкви).
Свои мотивы он изложил в статье «Почему я вышел из партии кадетов», отметив в качестве сути расхождений стремление товарищей по партии «сохранить империю при существующих границах».
Самоопределившись, Букейханов создаёт национальное политическое избирательное объединение «Алаш» (не партию) для участия в избирательной кампании по выборам в Учредительное собрание (где участие партий не требовалось, выборы были одномандатные, по мажоритарной системе), идейные предпосылки которой были заложены газетой «Казах», выходившей с 1913 года, которую он создал с Ахметом Байтурсыновым и Миржакипом Дулатовым. По партии не было никакого учредительного съезда/собрания, политической программы партии, не был избран никакой орган партии, не было Устава партии, печатного органа партии.
Он участвовал в работе съезда сибирских автономистов (руководители — известные географы и этнографы Григорий Потанин и Михаил Березовский) в Томске, на котором было принято решение о предоставлении автономии казахам в составе Сибирской республики (выделяющейся из России, с лозунгом «Сибирь — для сибиряков!»).
В декабре 1917 года по инициативе Букейханова на 2-м Всеказахском курултае (учредительном съезде) не была провозглашена официально Алашская автономия, то есть автономное государство казахов, вопрос был отложен по решению съезда на месяц для изучения ситуации, при этом был избран Временный Народный Совет, который можно считать квази-правительством автономии де-факто. В течение месяца ситуация резко усложнилась — в январе Букейханов и другие лидеры бежали от преследования и скрылись в подполье, в глухих местах степи.
В гражданской войне Букейханов и алашординцы были по «ту сторону баррикад» вместе с сибирскими правителями почти до конца 1919 года, когда они оказались один на один с упрочившей свои позиции новой властью. Алашординцам пришлось пойти на единственно приемлемое, хотя и чрезвычайно тяжелое решение — войти в соглашение с идейными и политическими противниками в обмен на декларативное обещание сохранения национальной автономии. Букейханов вынужден был в этих условиях отказаться от активной политической и государственной деятельности.
Он считал противозаконной акцию Ленина и большевиков по вооруженному захвату власти. С её осуждением он выступил в статье «Общесибирский съезд», опубликованной в 1917 году в газете «Сарыарка».
Активно оппонировала Алихану Бокейханову казахская партия «Уш жуз».

Алихан Букейханов перед последним арестом, 1935, и в Бутырской тюрьме в 1937.

Поскольку идея автономии не отвергалась Советской властью, Букейханов счёл для себя возможным на легальной основе работать в сфере культуры.
Платформа марксизма и экономического материализма, казалось ему, давала условия для критического подхода к национальной политике и методам насаждения социализма.
Но деятельность Букейханова была расценена не просто как оппозиция и инакомыслие, а как «контрреволюционная борьба против советской власти».
Достигнутый между большевиками и «Алаш-ордой» компромисс первыми был впоследствии отброшен, а лозунг «алашординец-националист» стал основой репрессий против казахской интеллигенции.
С 1922 по 1927 годы был литературным сотрудником Казахской секции Центрального издательства народов СССР в Москве.
В 1920—1930-е годы трижды арестовывался органами НКВД.
27 сентября 1937 года осужден ВКВС за принадлежность к «террористической организации» и в тот же день расстрелян (вместе с Нурмаковым).
16 мая 1989 года Пленум Верховного Суда СССР признал необоснованным осуждение Букейхана Алихана Нурмухамедулы по ст. 17-58-8 и 58-11 УК РСФСР и постановил приговор ВК ВС СССР от 27 сентября 1937 года отменить, а дело прекратить за отсутствием состава преступления.

## Семья
- Жена (на март-апрель 1901—1918) — Елена Яковлевна Севостьянова[27], дочь старого народника (народовольца) Якова Сергеевича Севостьянова[28] (попавшего в Омский регион в ходе народовольческого «хождения в народ»[29]), с которым Алихан был знаком по работе в газете «Степной край»[30]. Елену не приняла мать Алихана Бокейханова, ссылаясь на её христианство (крестик на шее)[6].

Елизавета Букейханова с мужем.

  - Елизавета Букейханова с мужем.Дочь — Елизавета (Зейнеп[31]) Алихановна в замужестве Садвакасова (1903—1971, прожила 68 лет), училась в Семипалатинской русской женской гимназии с 1918 по весну 1920 года (где записана как Севастьянова), одновременно работала служащей Киргизского ревкомитета. От КирРевКома получила рекомендацию в университет и командировочное удостоверение на ФИО Севастьянова-Букейханова с указанием всем оказывать ей помощь в первоочередном проезде в Томск. Документы рассмотрели в Томском губкоме РКП(б), и тоже дали рекомендацию для университета. С осени 1920-го до конца 1922 года училась на медицинском факультете Томского университета (где по анкете записала себя как Севостьянова-Бокейханова)[13] С конца 1922 года переехала в Москву, к отцу Алихану Бокейханову, училась в 1-м Московском государственном университете на медицинском факультете, окончив его стала врачом. Во время войны военврач 3-го ранга[32]., майор медицинской службы, награждена орденами и медалями[27], после войны доктор медицинских наук, профессор[33], руководитель отдела санитарной статистики ВНИИ социальной гигиены и организации здравоохранения им. Н. А. Семашко. Её первый муж (c 1923 года[33], ФИО по документам как Елизавета Садвокасова) — Смагул Садвакасов (1900—1933), нарком просвещения Казахской ССР. Второй муж — Макс Натанович Клейнман (1891—1996), заместитель директора Института материнства и младенчества, заместитель заведующего отделом Минздрава[30]. Похоронена с М. Н. Клейнманом в колумбарии Новодевичьего кладбища г. Москвы (секция 135, 68-3).
    - Внук — Искандер (Кенка) Смагулович Садвокасов (1924 — 19 ноября 1941), ушёл добровольцем на фронт, пропал в 1941 году без вести в бою под деревней Скирманово Ново-Петровского района Московской области[34].

  - Сын — Сергей (Октай) Букейханов (1910, Самара — 1957?[35]), инженер-геолог, сотрудничал с Канышем Сатпаевым, автор научных трудов по медным и урановым рудам[27], был арестован вслед за отцом, срок отбывал в Норильске, в начале войны освобождён и назначен директором уранового рудника при атомном проекте НКВД. Был женат, потомки живут в Москве[36].
- Брат — Смакан Букейханов, в 1910 году выслан из Степной области, по словам автора сообщения, вина Смакана состояла в том, что он брат Алихана[37].

## Отзывы современников
Депутат I-й Думы, ихтиолог Н. А. Бородин со слов самого Букейханова рассказал, как непросто было объяснять тонкости политической ситуации на первых российских выборах:
Оратор киргиз, интеллигент, объяснявший на митинге, что случилось в Петербурге (кстати упомянуть, его трибуной была спина верховой лошади) и как власть ограничена, — прибег к такому сравнению, «вы знаете, что бывает, когда жеребца облегчат? (т. е. кастрируют): жеребец делается мерином; вот это теперь случилось и с царём; вместо жеребца он будет мерином...»

Киргизы, видимо, хорошо это поняли и избрали в Думу представителя оппозиции — Букейханова.
Кадет, князь В. А. Оболенский позднее вспоминал:
Когда мы [В. А. Оболенский и Н. А. Бородин] несли текст воззвания в типографию, мы встретили нашего знакомого киргиза Алихана Букейханова.  Оказалось,  что, избранный  депутатом  от  Акмолинской области, он добрался до Петербурга лишь после роспуска Думы и, узнав, что мы в Выборге, приехал нас разыскивать. Мы сообщили ему, что и в Выборг он опоздал.
—  Ну, что же делать, — покорно сказал он, — пойду с вами в типографию.

В типографии он с нами дождался первого оттиска воззвания, держал  его корректуру, а затем не  поморщившись подписал. Так, не побывав ни на одном заседании Думы и не  участвуя  в  составлении Выборгского воззвания, он, можно сказать, не солоно хлебавши, попал на скамью подсудимых, а затем в тюрьму, лишившись избирательных прав вплоть до революции 1917 года. Недавно промелькнул в газетах слух, что этот милейший интеллигентный киргиз  расстрелян  в  советской России.

## Труды

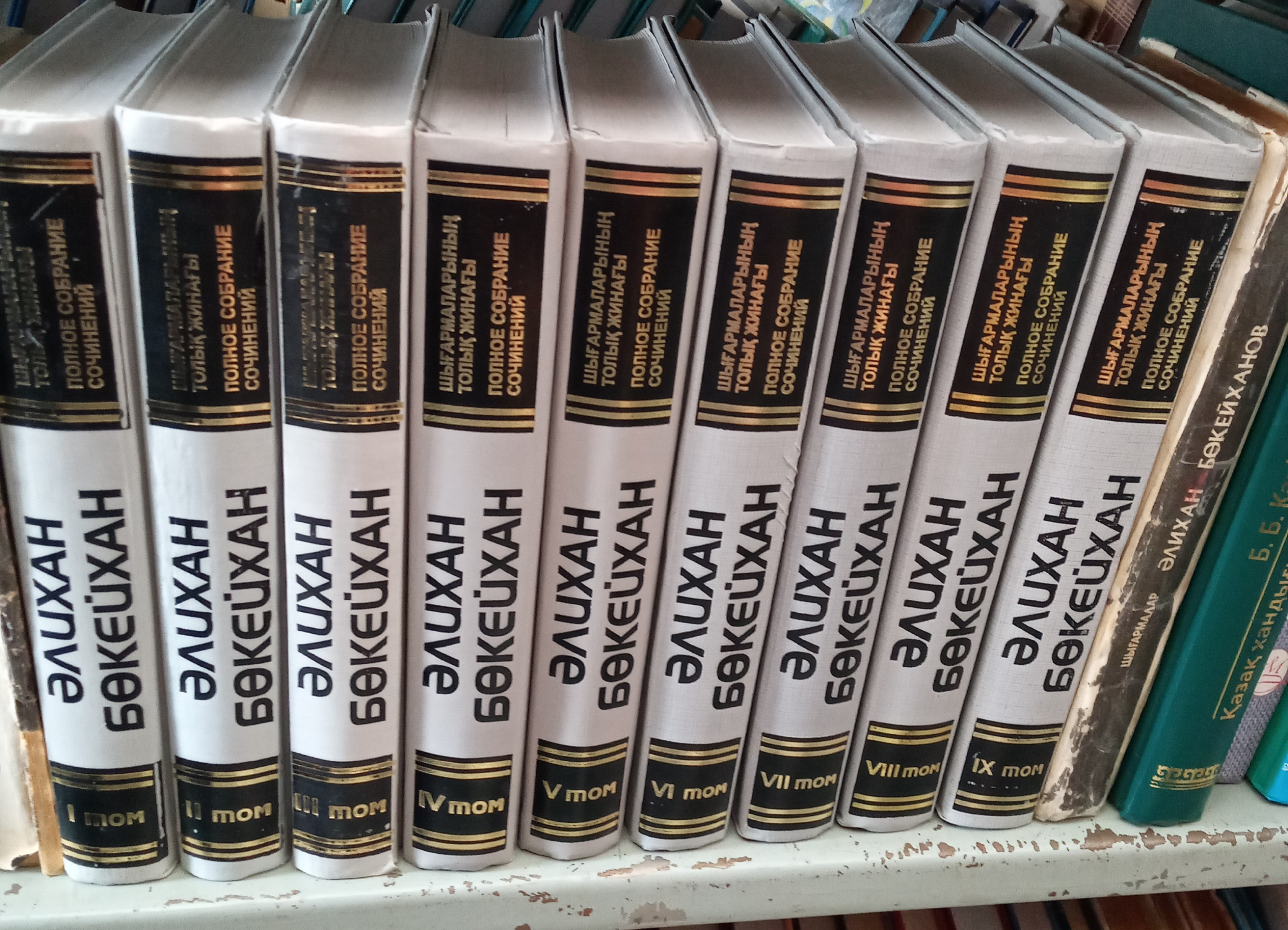
Алихан Бокейхан. Полное собрание сочинений в 9 томах (в правом стороне первое издание, тоже на казахском, издание 1994 года). Астана, Сарыарқа, 2009–2013.

- Букейханов А. Переселенцы в тарских урманах // Сибирские вопросы: периодический сборник. № 11. 23 марта 1908 год. Томск.
- Букейханов А. Переселенцы в тарских урманах // Сибирские вопросы: периодический сборник. № 12. 31 марта 1908 год. Томск.
- Букейханов А. Киргизы. Формы национального движения в современных государствах. (Под ред. А. И. Костелянского), СПб, 1910.
- Bukeykhanov A., Dulatov M., Baytursun A., Ryskulov T. Kazakh on Russians before 1917. //Society for Central Asian Studies. Reprint series. No. 5.-Oxford, 1985.
- Бөкейханов А. Шығармалары (Сочинения). — Алматы: Жалын, 1994.
- Бөкейханов А. Шығармалары. — Алматы: Қазақ энциклопедиясы, 1995.
- Әлихан Бөкейхан. 9 томдық шығармаларының толық жинағы (Полное собрание сочинений в 9 томах). Под редакцией Султанхана Аккулулы. Астана, Сарыарқа, 2009–2013.
- Әлихан Бөкейхан. 15 томдық толық шығармалар жинағы (Полное собрание сочинений в 15 томах). Астана, «Алашорда» қоғамдық қоры (общественный фонд), 2017–2020.

## В документальных фильмах
- Майя Бекбаева — документальный фильм из цикла «Тайны и Судьбы Великих казахов»
- Калила Умаров. «Алаш туралы сөз» — «Слово об Алаше», Казахтелефильм. 1994. Документальный фильм
- Калила Умаров. «Алашорда», Казахфильм. 2009. Документальный фильм о первой казахской национальной автономии 1917—1920 гг.

## Память

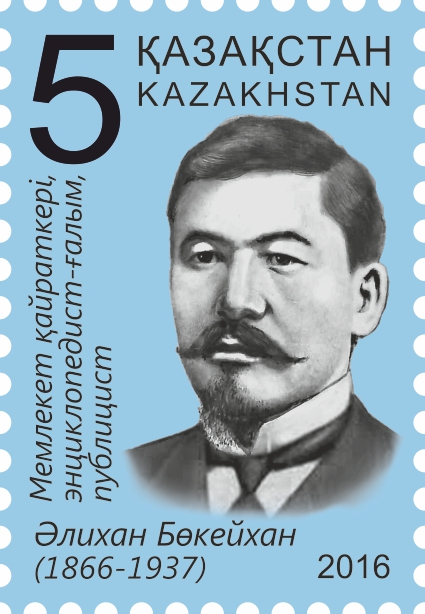
Букейханов на памятной почтовой марке Казахстана, посвящённой его 150-летию

- Октябрьский район города Караганда в декабре 2021 года был переименован в район Алихана Бокейханова[40].
- Именем Алихана Букейханова названа первая в истории Казахстана масонская ложа, которая была открыта 19 сентября 2015 года в Алма-Ате[41]. 12 ноября 2016 года ложа вошла под № 1 в Великую ложу Казахстана — первую в истории Казахстана национальную великую ложу.
- Улица Бокейханова (фамилия через букву О) есть в Алма-Ате. Ранее называлась Аэродромная.
- Улица Бокейханова в Астане.
- Улица Бокейханова в Павлодаре, ранее называлась Карла Маркса.
- Памятник Алихану Бокейханову в городе Семей открыт 22 сентября 2017 года в честь 100-летия партии «Алаш».
- Специальное исследование биографии Алихана Бокейханове посвятил российский доктор исторических наук Виктор Козодой[42].
- В 2022 году в Павлодаре была построена школа имени Алихана Букейханова.
- 3 октября 2022 года село Котяевка Курмангазинского района Атырауской области было переименовано в село Бокейхан[43].

## Исследования
- Мұхамедханов, Қ. Әлихан Бөкейханов [Телехабар] / Қ. Мұхамедханов. - Семей телевидениесі, 1989. - 20 июнь. - 14 п. - Телехабар авторы және жүргізушісі Қ. Мұхамедханов
- Мұхамедханов, Қ. Әлихан Бөкейханов [Мәтін] / Қ. Мұхамедханов // Семей таңы. - 1990. - 17 қаңтар. - Б. 3-4; Қазақ әдебиеті. - 1990. - 8 маусым - Б. 10-11; 15 маусым - Б. 10-11.
- Аккулы С. А. Букейханов и русское масонство // Простор. −1994. -№ 3.
- Сеитов Э. А. Н. Букейханов как историк и общественно-политический деятель: Канд. диссертация. — Алматы, 1996.
- Мамраева А. К. Общественно-политическое развитие Казахстана начала XX века и А. Букейханов. — Алматы, 1998.
- Мамраева А. К. Общественно-политическая деятельность и политико-правовые взгляды А. Букейханова. Караганда. Болашак-Баспа. 1998.
- Государственная дума Российской империи, 1906—1917 : Энциклопедия. Москва : Российская политическая энциклопедия, 2008. С. 70. ISBN 978-5-8243-1031-3.
- Букейханов, А. Абай (Ибрагим) Кунанбаев [Мәтін] : некролог / материал обнаружен в архиве и подготовлен к печати К. Мухамедхановым // Абай. — 1992. — № 2. — Б. 24-27.
- Букейхановъ Алиханъ Нурмагометовичъ [Текст] : [обзор и комментирование опубликованных материалов об Абае в 1903, 1905, 1907 г.г. / подготовлен к печати К. Мухамедхановым // Абай. — 1992. — № 2. — Б. 23-24.
- Мұхамедханов, Қ. Абай мұрагерлері [Мәтін] Әлихан Бөкейханов, Ахмет Байтұрсынов, Мағжан Жұмабаев, Жүсіпбек Аймауытов, Міржақып Дулатов өмірі мен шығармашылығы туралы мәліметтер енген] / шығармаларын жинап, зерттеп, өмірбаяндары жазып, баспаға әзірлеген Қ. Мұхамедханов. — Алматы : Атамұра, 1995. — 208 б.
- Козодой В. И. Алихан Букейханов: человек-эпоха. Новосибирск: Дом мира, 2021. 312 с. — ISBN 978-5-6046073-4-3[44]

## Комментарии
1. ↑  Ошибка, надо "от Семипалатинской области".
2. ↑  Значительная часть фракции кадетов не подписала воззвания, многие из подписавших вспоминали, что были уверены, что будут арестованы сразу по возвращении из Выборга.

### Комментарии